# La pittura futurista. Manifesto tecnico
Il primo Manifesto dei pittori futuristi fu pubblicato l'11 febbraio 1910 come volantino della rivista Poesia co-firmato da Aroldo Bonzagni e Romolo Romani, nomi che successivamente lasciano il posto a quelli di Gino Severini e Giacomo Balla. L'11 aprile 1910 viene pubblicato La pittura futurista. Manifesto tecnico, firmato da Umberto Boccioni, Carlo Carrà, Luigi Russolo e i già citati Balla e Severini.

## Storia
Il manifesto dei pittori futuristi fu steso a Milano da un gruppo di pittori, sulla scia del Manifesto del futurismo pubblicato da Marinetti nel 1909.
Le Caratteristiche della pittura futurista sarebbero dovute essere l'abolizione della prospettiva tradizionale e il moltiplicarsi dei punti di vista per esprimere il dinamico interagire del soggetto con lo spazio circostante.

## Testo
Il grido di ribellione che noi lanciamo, associando i nostri ideali a quelli dei poeti futuristi, non parte già da una chiesuola estetica, ma esprime il violento desiderio che ribolle oggi nelle vene di ogni artista creatore. Noi vogliamo combattere accanitamente la religione fanatica, incosciente e snobistica del passato, alimentata dall'esistenza nefasta dei musei. Ci ribelliamo alla supina ammirazione delle vecchie tele, delle vecchie statue, degli oggetti vecchi e all'entusiasmo per tutto ciò che è tarlato, sudicio, corroso dal tempo, e giudichiamo ingiusto, delittuoso, l'abituale disdegno per tutto ciò che è giovane, nuovo e palpitante di vita. Compagni! Noi vi dichiariamo che il trionfante progresso delle scienze ha determinato nell'umanità mutamenti tanto profondi, da scavare un abisso fra i docili schiavi del passato e noi liberi, noi sicuri della radiosa magnificenza del futuro. Noi siamo nauseati dalla pigrizia vile che dal Cinquecento in poi fa vivere i nostri artisti d'un incessante sfruttamento delle glorie antiche. Per gli altri popoli, l'Italia è ancora una terra di morti, un'immensa Pompei biancheggiante di sepolcri. L'Italia invece rinasce, e al suo risorgimento politico segue il risorgimento intellettuale. Nel paese degli analfabeti vanno moltiplicandosi le scuole: nel paese del dolce far niente ruggono ormai officine innumerevoli: nel paese dell'estetica tradizionale spiccano oggi il volo ispirazioni sfolgoranti di novità. È vitale soltanto quell'arte che trova i propri elementi nell'ambiente che la circonda. Come i nostri antenati trassero materia d'arte dall'atmosfera religiosa che incombeva sulle anime loro, così noi dobbiamo ispirarci ai tangibili miracoli della vita contemporanea, alla ferrea rete di velocità che avvolge la Terra, ai transatlantici, alle Dreadnought, ai voli meravigliosi che solcano i cieli, alle audacie tenebrose dei navigatori subacquei, alla lotta spasmodica per la conquista dell'ignoto. E possiamo noi rimanere insensibili alla frenetica attività delle grandi capitali, alla psicologia nuovissima del nottarnbulismo, alle figure febbrili del viveur, della cocotte, dell'apache, e dell'alcolizzato? Volendo noi pure contribuire al necessario rinnovamento di tutte le espressioni d'arte, dichiariamo guerra, risolutamente, a tutti quegli artisti e a tutte quelle istituzioni che, pur camuffandosi d'una veste di falsa modernità, rimangono invischiati nella tradizione, nell'accademismo, e soprattutto in una ripugnante pigrizia cerebrale. Noi denunciamo al disprezzo dei giovani tutta quella canaglia incosciente che a Roma applaude a una stomachevole rifioritura di classicismo rammollito; che a Firenze esalta dei nevrotici cultori d'un arcaismo ermafrodito; che a Milano rimunera una pedestre e cieca manualità quarantottesca; che a Torino incensa una pittura da funzionari governativi in pensione, e a Venezia glorifica un farraginoso patinume da alchimisti fossilizzati! Insorgiamo, insomma, contro la superficialità, la banalità e la facilità bottegaia e cialtrona che rendono profondamente spregevole la maggior parte degli artisti rispettati di ogni regione d'Italia. Via, dunque, restauratori prezzolati di vecchie croste! Via, archeologhi affetti da necrofilia cronica! Via, critici, compiacenti lenoni! Via, accademie gottose, professori ubbriaconi e ignoranti! Via! Domandate a questi sacerdoti del vero culto, a questi depositari delle leggi estetiche, dove siano oggi le opere di Giovanni Segantini; domandate loro perché le Commissioni ufficiali non si accorgano dell'esistenza di Gaetano Previati; domandate loro dove sia apprezzata la scultura di Medardo Rosso!...E chi si cura di pensare agli artisti che non hanno vent'anni di lotte e di sofferenze, ma che pur vanno preparando opere destinate ad onorare la patria? Hanno ben altri interessi da difendere, i critici pagati! Le esposizioni i concorsi, la critica superficiale e non mai disinteressata condannano l'arte italiana all'ignominia di una vera prostituzione! E che diremo degli specialisti? Suvvia! Finiamola, coi Ritrattisti, cogl'Internisti, coi Laghettisti, coi Montagnisti!… Li abbiamo sopportati abbastanza, tutti codesti impotenti pittori da villeggiatura! Finiamola con gli sfregiatori di marmi che ingombrano le piazze e profanano i cimiteri! Finiamola con l'architettura affaristica degli appaltatori di cementi armati! Finiamola coi decoratori da strapazzo, coi falsificatori di ceramiche, coi cartellonisti venduti e cogli illustratori sciatti e balordi! Ed ecco le nostre conclusioni recise: Con questa entusiastica adesione al futurismo, noi vogliamo:
1) Distruggere il culto del passato, l'ossessione dell'antico, il pedantismo e il formalismo accademico.
2) Disprezzare profondamente ogni forma d'imitazione. 
3) Esaltare ogni forma di originalità, anche se temeraria, anche se violentissima. 
4) Trarre coraggio ed orgoglio dalla facile faccia di pazzia con cui si sferzano e s'imbavagliano gl'innovatori. 
5) Considerare i critici d'arte come inutili e dannosi. 
6) Ribellarci contro la tirannia delle parole: armonia e di buon gusto, espressioni troppo elastiche, con le quali si potranno facilmente demolire l'opera di Rembrandt, quella di Goya e quella di Rodin. 
7) Spazzar via dal campo ideale dell'arte tutti i motivi, tutti i soggetti già sfruttati.
8) Rendere e magnificare la vita odierna, incessantemente e tumultuosamente trasformata dalla scienza vittoriosa. Siano sepolti i morti nelle più profonde viscere della terra! Sia sgombra di mummie la soglia del futuro! Largo ai giovani, ai violenti, ai temerari!»
(Umberto Boccioni, Carlo Dalmazzo Carrà, Luigi Russolo, Giacomo Balla e Gino Severini, Manifesto dei pittori futuristi.)